# Vorabanfrage (Versicherungswesen)
Eine Vorabanfrage im Versicherungswesen (verschiedentlich auch als Risikovoranfrage bezeichnet), insb. im Bereich Personenversicherung, ist das Einreichen der relevanten Informationen des potentiellen Versicherungsnehmers zu den persönlichen Risiken bei der Versicherung, die anhand der vorliegenden Unterlagen den möglichen Ausgang des Antragsverfahrens abschätzt und dem Steller der Vorabanfrage mitteilt. Es handelt sich bei der Vorabanfrage um keinen rechtlich verbindlichen Antrag.

## Vorteile für den Antragsteller
Die Abschlusskonditionen (zu zahlende Tarifbeiträge und garantierte Versicherungsleistungen) von Personenversicherungen stehen in einer engen Verbindung mit persönlichen Risiken, wie Berufs- oder Freizeitrisiken und dem Gesundheitszustand bei Vertragsschluss. Durch die Vorabanfrage kann der Antragsteller (z. B. bei einer Vorerkrankung) eine Prüfung seines Antrags erreichen, ohne einen Eintrag in das Hinweis- und Informationssystem (HIS) der Versicherungswirtschaft (oft auch als Sonderwagnisdatei bezeichnet) zu riskieren. Dadurch hat die Vorabanfrage bei negativem Ausgang keine nachteiligen Auswirkungen.
Im Rahmen einer Vorabanfrage, die gegenüber mehreren Versicherern gestellt wird, kann der Antragsteller bewerten, wie Versicherungsgesellschaften für den Abschluss einer Personenversicherung (z. B. einer Berufsunfähigkeitsversicherung) verschiedene Risikofaktoren im Einzelnen bewerten.

## Risikovoranfragen und Datenschutz
Gegenüber dem Vorgehen in der Vergangenheit bearbeiten einige Versicherer anonyme Risikovoranfragen heute nicht mehr. Dies ist insofern nicht weiter relevant, da der Versicherer ohne eine schriftliche Zustimmung des Antragstellers ohnehin keine Daten weitergeben darf. Dagegen müsste bei einem richtigen Antrag immer zugestimmt werden, dass bestimmte Daten an das Hinweis- und Informationssystem (HIS) der Versicherungswirtschaft weitergeleitet werden können.

## Berufsunfähigkeitsversicherungen
In der Antragsphase einer Berufsunfähigkeitsversicherung sind umfangreiche Gesundheitsfragen zu beantworten. Da die Versicherer hierbei unterschiedlich weit in die Vergangenheit zurückfragen (z. B. alle Arztbesuche der letzten fünf Jahre oder zehn Jahre …), können Risikovoranfragen die Interessen des Antragstellers schützen. Gerade bei Personen die aufgrund ihres Gesundheitszustands Preisaufschläge, Leistungsausschlüsse oder gar eine Komplettablehnung befürchten müssen, kann dieses Vorgehen sinnvoll sein. Auf diese Weise werden nachteilige Einträge verhindert, die zukünftige Anträge erschweren könnten.

## Sonderfall: Private Krankenversicherungen
Private Krankenversicherer fragen den Gesundheitsstand des Antragstellers ebenfalls sehr detailliert ab. Zwar muss hier nicht mit einem Eintrag im Hinweis- und Informationssystem der Versicherungswirtschaft (HIS) gerechnet werden. Im Falle von Vorerkrankungen scheint es dennoch sinnvoll auf eine Risikovoranfrage zurückzugreifen, da die privaten Krankenversicherer ein eigenes Informationsverfahren entwickelt haben. Im „System der Versichertenumfrage“ werden Daten nicht dauerhaft gespeichert, sondern bei konkretem Verdacht auf Doppelversicherung, Betrug oder vorvertraglichen Anzeigepflichtverletzungen gebündelt und gesammelt an alle Krankenversicherer weitergeleitet.